# Schwarzflossen-Panzerwels
Der Schwarzflossen-Panzerwels  (Hoplisoma leucomelas, Synonym: Corydoras leucomelas) gehört zur  Panzerwelsgattung Hoplisoma in der Familie der Panzer- und Schwielenwelse (Callichthyidae). Im Englischen nennt man ihn false spotted catfish.

## Beschreibung
Ein kleiner, hochrückiger Panzerwels mit kurzem Körper (Standardlänge bis 4,5 cm) mit silbriggrauer Grundfarbe, einer schwarzen Binde von Nacken bis zu den Augen und dunklen Punkten verteilt über den Körper und Schwanzflosse. Die Rückenflosse ist schwarz. Die ersten Strahlen der Rückenflosse und der Rücken unterhalb des ersten Teils der Rückenflossenbasis tragen einen schwarzen Fleck. Die Schwanzflosse hat sechs schmale Binden, die Afterflosse eine Binde in der Mitte. Die Weibchen sind größer und fülliger, die Brustflossen der Männchen spitz ausgezogen.
Flossenformel: Dorsale I/8, Anale I/6, Pectorale 1/9, Ventrale I/6.
Knochenschilde: 23/21/2.

## Verbreitung
Das natürliche Verbreitungsgebiet von Hoplisoma leucomelas liegt im oberen, kolumbianischen und peruanischen Teil des Amazonasbecken.